# Mediaș
Mediaș (en alemán: Mediasch, en húngaro: Medgyes, en dialecto sajón de Transilvania: Medwesch ) es una ciudad y un municipio rumano del distrito de Sibiu y la región de Transilvania. 
Es la segunda ciudad más importante del distrito después de la capital, Sibiu. El municipio tenía una población de 55.153 habitantes según el censo del 2002 y una superficie de 62,62 km².
Se encuentra en el centro de una reputada región vitícola. Desde el año 1900 es también uno de los centros de explotación de gas metano más importantes de Rumanía.

## Historia
La ciudad la fundaron, a requerimiento de varios reyes de Hungría , los colonos alemanes conocidos como los sajones de Transilvania, entre el final del siglo XII y el comienzo del XIII . Hasta el siglo XVI Mediaș se desarrolló como un importante centro comercial, político y cultural.
Una iglesia grecocatólica fue la primera iglesia rumana de la ciudad, construida en 1826 bajo el obispo grecocatólico Ioan Bob, quien fundó también la primera escuela de lengua rumana.

## Demografía
En 2002, la población de Mediaş (55.153 habitantes), estaba formada por varias comunidades étnicas: una mayoría eran rumanos (45.376), más 6.554 húngaros, 1.959 gitanos, 1.150 alemanes y 114 de otras procedencias.

### Evolución de la población
| Gráfica de evolución demográfica de Mediaș entre 1912 y 2002 |
|                                                              |

## Turismo
Verdadero museo al aire libre, Mediaş ha conservado bien su patrimonio arquitectónico, que presenta una rica gama de estilos: gótico, renacentista, barroco, neoclásico y modernista de estilo Secesión. Además, la ciudad también ha conservado una buena parte de sus fortificaciones, con 17 torres y bastiones, las murallas de una altura de más de 7 metros, 3 puertas principales y 4 secundarias. La iglesia fortificada de Santa Margarita (Sfânta Margareta), en el centro histórico, presenta un valioso conjunto de frescos góticos y un curioso reloj de torre que muestra las fases de la luna.
La localidad de Moşna, que posee una imponente iglesia fortificada, se encuentra a 10 km de Mediaş, en la carretera que va a Agnita, pequeña villa medieval también con iglesia fortificada. A 18 km de Mediaş se encuentra la estación balnearia de Bazna , pequeña localidad medieval, ya mencionada el 1302 , que también cuenta con una impresionante iglesia fortificada, la villa dispone de varias fuentes de agua mineral, rica en sales, y de lodos minerales y salados.